# Ceawlin Thynn, 8.º Marquês de Bath
Ceawlin Henry Laszlo Thynn, 8.º Marquês de Bath (nascido a 6 de junho de 1974), foi Visconde de Weymouth entre 1992 e 2020, é um nobre britânico, proprietário de terras e empresário, ativo em empresas nos setores de lazer, turismo, imobiliário e serviços financeiros.

## Infância
Nascido em Hammersmith, o primeiro filho e segundo filho de Alexander Thynn, 7.º Marquês de Bath, e sua esposa Anna Gyarmathy, Ceawlin Thynn foi educado na Horningsham Primary School, uma escola de aldeia perto da propriedade familiar de Longleat, em Wiltshire, depois na Kingdown School em Warminster e na Bedales School em Hampshire; ele finalmente estudou economia e filosofia no University College London.
Ele recebeu o nome de Ceawlin de Wessex, tendo nascido logo após seu pai ter concorrido como candidato parlamentar dos Regionalistas de Wessex em Westbury nas eleições gerais do Reino Unido de fevereiro de 1974.
Em 1996, Thynn ficou ferido num desabamento de edifício em Nova Délhi, na Índia, inicialmente pensado como causado por uma bomba terrorista, que matou sua namorada, Jane Kirby, e seu parceiro de negócios, Crinan Wilde.

## Carreira
Thynn começou a sua carreira empresarial como especialista em mercados emergentes no banco de investimento londrino Caspian Securities, antes de se tornar sócio na Sabre Projects, uma empresa de desenvolvimento imobiliário. Na Sabre, ele montou um projeto com o Group Menatep, a empresa-mãe da então maior companhia petrolífera da Rússia, Yukos, para desenvolver um hotel de médio porte em cada grande cidade da Rússia.
Em 2008, Thynn fundou o Lion Trust, um veículo de capital de risco do qual é o principal. O Lion Trust investe numa variedade de mercados maduros e emergentes.
Desde junho de 2010, Thynn é diretor da Finmetron AB, uma empresa sueca listada que oferece serviços de factoring na Rússia.
De 2010 a 2013, Thynn foi presidente executivo da Wombat's Holdings GmbH – uma cadeia de albergues na Alemanha e na Áustria – tendo adquirido uma participação maioritária na empresa. Em 2013, a empresa foi comprada de volta pelos seus antigos proprietários.

## Longleat
Em janeiro de 2009, Thynn tornou-se presidente da Longleat Enterprises, uma empresa limitada que gere os interesses empresariais na Longleat House e no Safari Park na propriedade familiar de Longleat, em Wiltshire, bem como as atividades comerciais na Cheddar Gorge, nas Colinas Mendip em Somerset. No início de 2010, o pai de Thynn passou a gestão do negócio familiar para ele. Após esta aposentadoria, Thynn contratou um novo diretor executivo da propriedade, David Bradley, ex-membro da Legoland. Juntos, trabalharam com designers de Hollywood para fazer melhorias na casa e no parque; as adições ao parque incluíram o "Jungle Kingdom", o "Monkey Temple" e os "Hunters of the Sky". Em setembro de 2013, Bradley pediu demissão e, em fevereiro de 2014, o americano Bob Montgomery foi contratado para o mesmo cargo.
Em abril de 2020, o pai de Thynn faleceu, e ele o sucedeu como Marquês de Bath.
Thynn é um administrador do Longleat Charitable Trust, uma instituição de caridade estabelecida em 1996 que se concentra em aliviar a pobreza na propriedade de Longleat e na Cheddar Gorge.

## Interesses políticos
Thynn fez doações de £30.000 e £15.000 aos Liberais Democratas durante as eleições gerais de 2019.

## Casamento e descendência
Em novembro de 2012, aos 38 anos, Thynn anunciou o seu noivado com Emma McQuiston, filha de Suzanna McQuiston e do bilionário nigeriano do setor petrolífero, Oladipo Jadesimi, fundador e presidente executivo da Lagos Deep Offshore Logistics. Ela é meia-irmã mais nova de Iain McQuiston, marido de Silvy Cerne Thynne, meia-tia de Thynn e filha do seu avô paterno, o 6.º Marquês de Bath, com a sua segunda esposa.
Foi reportado que a mãe de Thynn desaprovava fortemente o casamento do filho devido à ascendência africana da sua futura nora, e por isso não foi convidada para o casamento.
Thynn e McQuiston casaram-se em Longleat a 8 de junho de 2013, com Lorde Bath a boicotar o evento. Apesar da ausência dos pais, a irmã de Thynn esteve presente na cerimónia.
Actualmente, tem dois filhos com a sua esposa.